# چشمان الماسی (ترانه)
«چشمان الماسی» (به انگلیسی: Diamond Eyes) ترانه‌ای از گروهٔ موسیقی آلترناتیو متال آمریکایی دفتونز و قطعهٔ عنوانی ششمین آلبوم استودیویی آن‌ها تحت عنوان چشمان الماسی می‌باشد. این اثر نخستین تک‌آهنگی بود که از این آلبوم منتشر شد و دومین تک‌آهنگی بود که بدون حضور بیسیست اصلی گروه، چی چنگ ضبط شد؛ چرا که او در نوامبر سال ۲۰۰۸ بر اثر یک تصادف رانندگی به کما رفته بود. سرجیو وگا بیسیست سابق گروه کوئیک‌سند، در این تک‌آهنگ و همچنین کل آلبوم چشمان الماسی نوازندگی بیس را بر عهده داشت.

## بازخوردها
«چشمان الماسی» با استقبال گسترده‌ای از سوی هواداران و منتقدان مواجه شد. این قطعه در سبک نیو متال توصیف شده و با آثار دوران اطراف خز مقایسه شده است. بریک‌داون پایانی این قطعه به‌عنوان سنگین‌ترین ریفی که دفتونز تاکنون نوشته‌اند، توصیف شده است.